# Hjalmar Tesch
Gustaf Hjalmar Andersson Tesch (enligt kyrkobokföringen enbart Tesch), född 19 juli 1872 i Boxholm, Ekeby socken, Östergötland, död 6 januari 1952 i Lidingö, var en svensk apotekare med ledande roller i Astra och Svensk färgämnesindustri ASF. 

## Familj
Hjalmar Tesch var son till bruksförvaltaren Gustaf Andersson och Amalia Tesch. Han gifte sig första gången 1903 med Harriet Evald-Larsen (1882–1915) och blev i detta äktenskap far till Nils Tesch. Han gifte sig andra gången 1918 med Gunlög Bolinder (1890–1974) och fick med henne dottern Ingrid Tesch Holmberg (1921–2012), som var pianist och mor till  Mats Huddén. Hjalmar Tesch var systerson till apotekaren John Tesch, innehavare av apoteket Lejonet på Stortorget i Malmö.
Hjalmar Tesch är begravd på Södertälje kyrkogård.